# NGC 3165
NGC 3165 est une petite galaxie spirale de type magellanique. NGC 3165 a été découverte par l'astronome irlandais R. J. Mitchell en 1856.

## Caractéristiques
Sa vitesse par rapport au fond diffus cosmologique est de 1 677 ± 25 km/s, ce qui correspond à une distance de Hubble de 24,7 ± 1,8 Mpc (∼80,6 millions d'al).
La classe de luminosité de NGC 3165 est IV-V et elle présente une large raie HI.
À ce jour, une mesure non basée sur le décalage vers le rouge (redshift) donne une distance d'environ 17,900 Mpc (∼58,4 millions d'al). Cette valeur est à l'extérieur mais compatible avec les valeurs de la distance de Hubble. Notons cependant que c'est avec la valeur moyenne des mesures indépendantes, lorsqu'elles existent, que la base de données NASA/IPAC calcule le diamètre d'une galaxie et qu'en conséquence le diamètre de NGC 3165 pourrait être d'environ 11,4 kpc (∼37 200 al) si on utilisait la distance de Hubble pour le calculer.

## Groupe de NGC 3169
NGC 3165 fait partie du groupe de NGC 3169. En plus de NGC 3165 et de NGC 3169, ce groupe comprend au moins 3 autres galaxies, soit NGC 3156, NGC 3166 et UGC 5539. Les quatre galaxies du catalogue NGC sont aussi mentionnées dans un article publié par Abraham Mahtessian en 1998 et sur le site « Un Atlas de l'Univers » de Richard Powell.

## Galerie

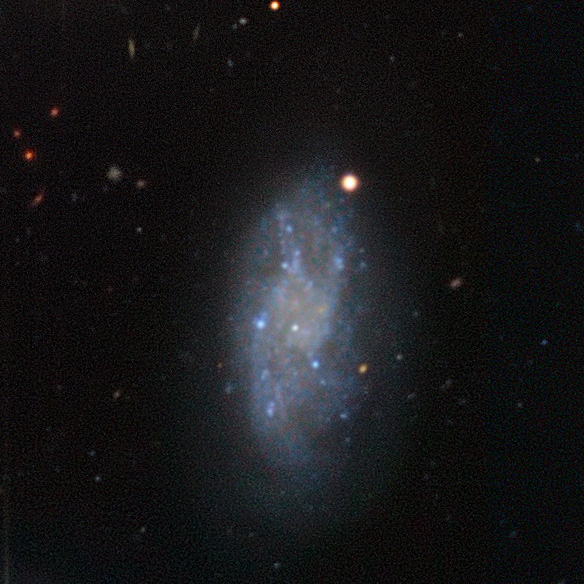
NGC 3165 (ESO/Igor Chekalin).
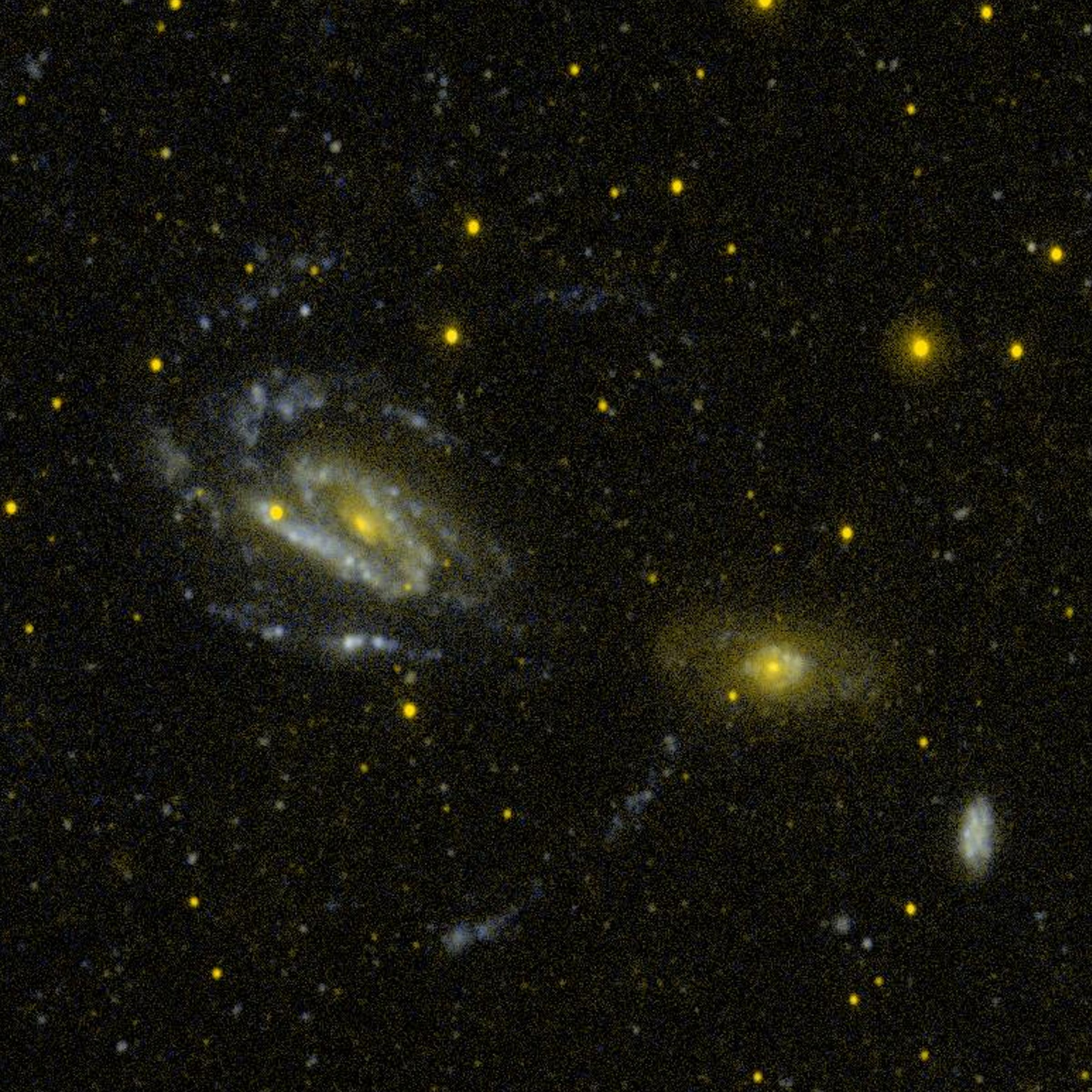
De droite à gauche NGC 3165, NGC 3166 et NGC 3169 (GALEX).
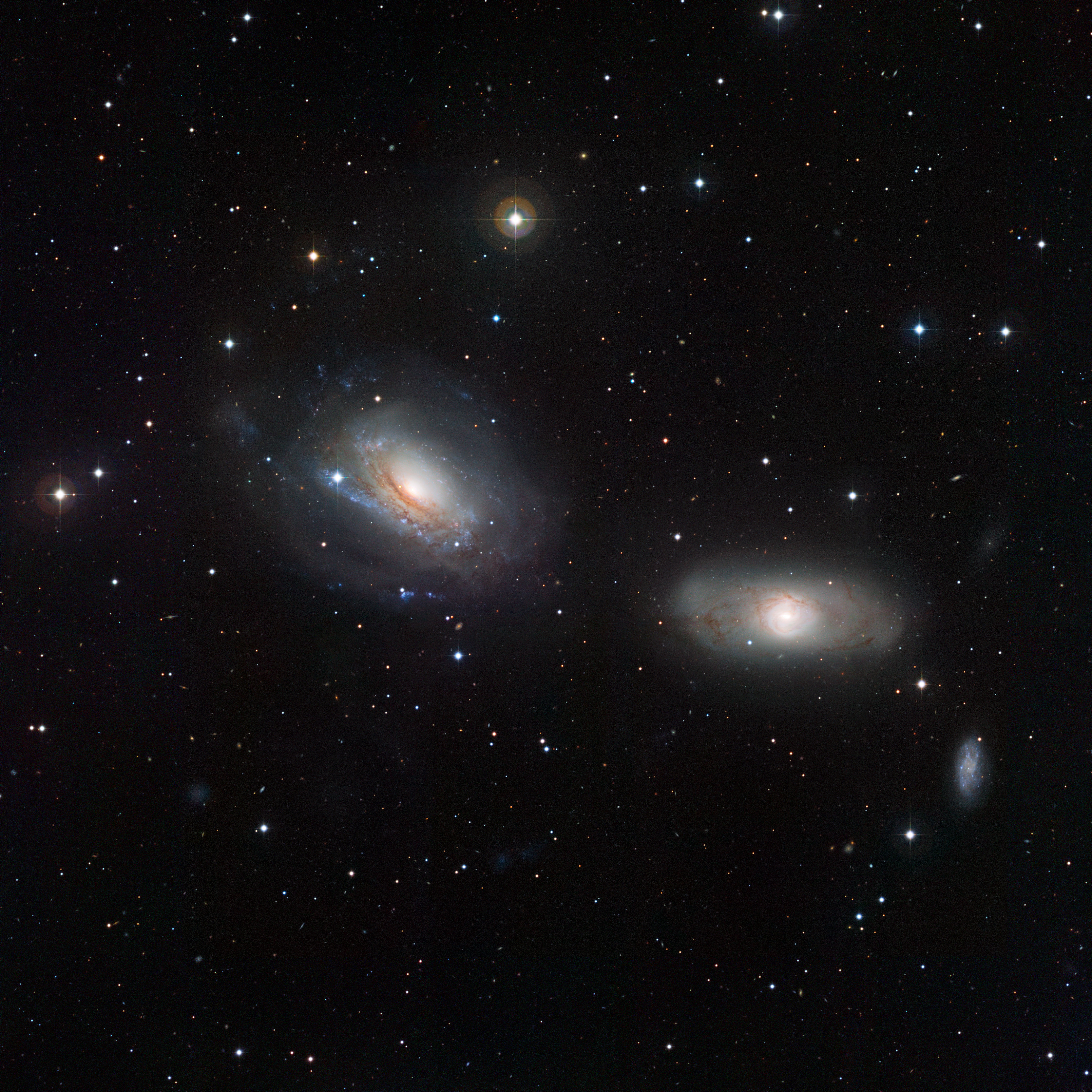
Prise de vue de l'Observatoire de La Silla Paire de galaxies NGC 3169 (gauche) et NGC 3166 (droite) (ainsi que NGC 3165 (bas-droite)